# القچین علیا
القچین علیا، روستایی از توابع بخش مرکزی شهرستان چرام در استان کهگیلویه و بویراحمد ایران است.

## جمعیت
این روستا در دهستان الغچین قرار دارد و براساس سرشماری مرکز آمار ایران در سال ۱۳۸۵، جمعیت آن ۲٬۰۰۶ نفر (۲۸۳خانوار) بوده‌است.